# Aerogaviota
Aerogaviota és una aerolínia cubana amb seu a l'Havana. Opera vols nacionals a Baracoa, Cayo Coco, l'Havana, Holguín i Santiago de Cuba, així com vols de Cuba a Jamaica. La seva base principal es troba a l'aeroport de Playa Baracoa, a Caimito, encara que ocasionalment també vola a l'aeroport internacional José Martí, a l'Havana.

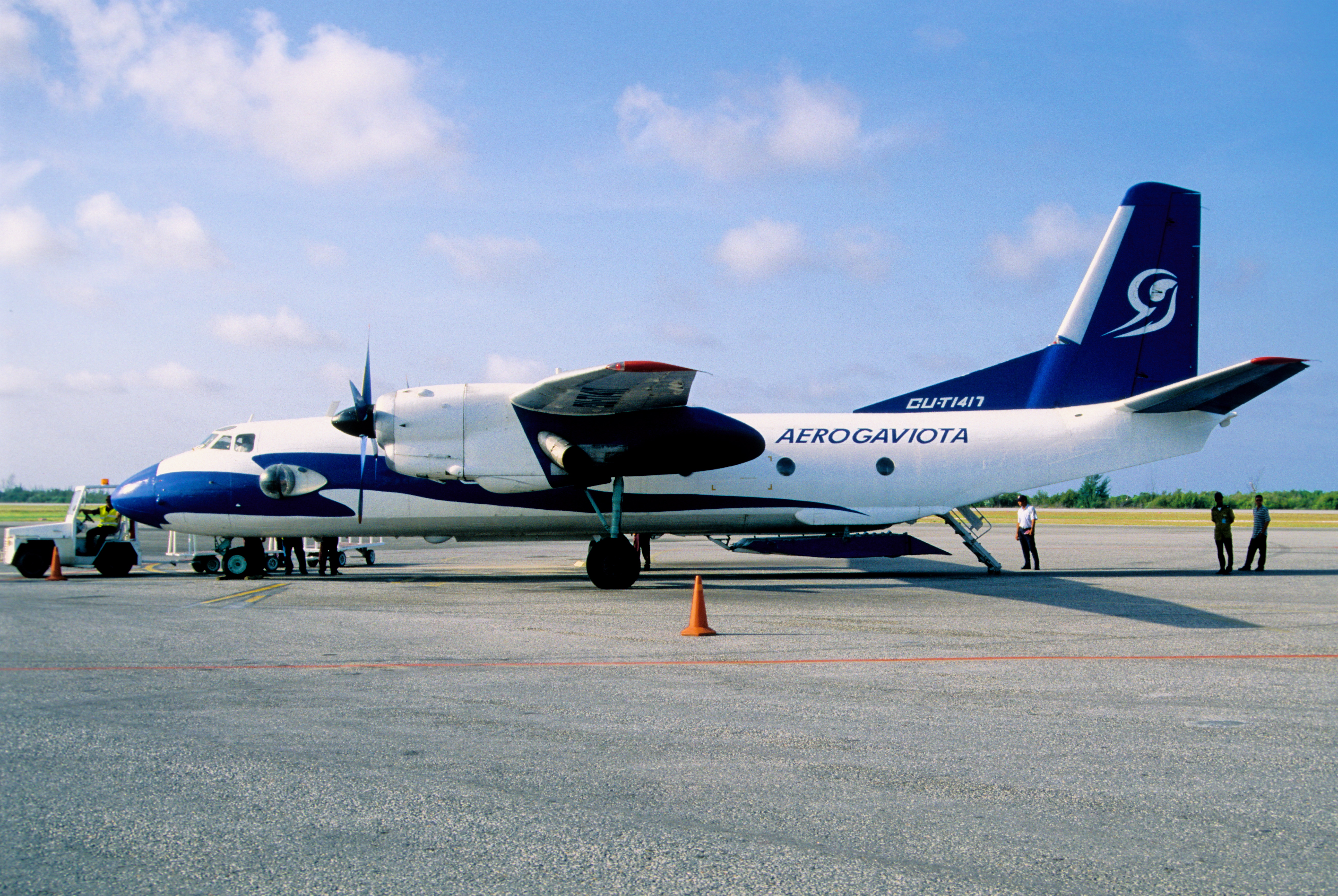
L'Antónov que es va estavellar a San Cristóbal vist a l'aeroport de Vilo Acuña el 2004

L'aerolínia va ser creada per l'exèrcit cubà el 1994 i és de propietat estatal. El 29 d'abril de 2017, un Antónov An-26 noliejat per l'exèrcit cubà es va estavellar a Las Lomas de San Cristóbal i van morir les 8 persones a bord.